# Нарманбет
Нарманбе́т (каз. Нарманбет) — село у складі Актогайського району Карагандинської області Казахстану. Адміністративний центр Карабулацького сільського округу.
Населення — 367 осіб (2021; 663 у 2009, 864 у 1999, 1194 у 1989).
Національний склад станом на 1989 рік:
- казахи — 100 %.

До 2006 року село називалося Жанаорталик.